# NHK FM番組一覧
NHK FM番組一覧（エヌエイチケイ エフエムばんぐみいちらん）はNHK-FMで放送されている、もしくは過去に放送された番組の一覧である。一部地上デジタルラジオ実用化試験放送・NHKワールド・ラジオ日本・ラジオ第1で放送されている番組もある。
ラジオ第1、国際放送で放送される番組は、NHKラジオ第1番組一覧も参照。

## 放送中の番組
※2025年4月（前期）改編の基本番組表
放送時間
- 原則として午前5時を起点とする24時間放送。
  - ただし、主に第1・3週を中心にした日曜日深夜（月曜未明）、並びに主に秋季（9-10月）、春季（2-3月）の特定期間を中心に、午前1時から5時まで放送機材メンテナンスによる放送休止が地域によって生じる場合がある。
  - 休止対象地域については、各放送局（広域放送の中京圏・関西地方についてはそれぞれNHK名古屋放送局・NHK大阪放送局、北海道はNHK札幌放送局）のウェブサイトに掲載されている。休止時は、まず0時59分30秒の段階で、事前に収録した放送休止のアナウンス[注 1]を放送し、1時00分ちょうどの時報後（局によっては1時00分の時報後に休止告知をしたものもあった）、君が代（日本国国歌）の演奏テープが放送されている（但し親局が放送され、中継局のみが休止の場合省略される場合がある）。また緊急有事に対応するためやむを得ない事情がある時を除き、ラジオ第1とFMを同時に停波することはなく、どちらか一方は放送を行うようにしている。

凡例
- ◆ - 土・日を含む全曜日放送。
- ◇ - ラジオ第1放送との同時放送。
- ☆ - 月一回の放送。

### 平日
| 時                                                  | 月曜日                                                         | 火曜日                                         | 水曜日                                         | 木曜日                                         | 金曜日                                                            |
| 5                                                   | 5:00 セレクション                                              | 5:00 セレクション                              | 5:00 セレクション                              | 5:00 セレクション                              | 5:00 セレクション                                                 |
| 5                                                   | 5:50 みんなのうた                                              |                                                |                                                |                                                |                                                                   |
| 5                                                   | 5:55 ローカル枠                                                |                                                |                                                |                                                |                                                                   |
| 6                                                   | 6:00 古楽の楽しみ                                              | 6:00 古楽の楽しみ                              | 6:00 古楽の楽しみ                              | 6:00 古楽の楽しみ                              | 6:00 古楽の楽しみ                                                 |
| 6                                                   | 6:55 ローカル枠                                                |                                                |                                                |                                                |                                                                   |
| 7                                                   | 7:00 NHKけさのニュース                                         | 7:00 NHKけさのニュース                         | 7:00 NHKけさのニュース                         | 7:00 NHKけさのニュース                         | 7:00 NHKけさのニュース                                            |
| 7                                                   | 7:25 クラシックの庭(再)                                        | 7:25 クラシックの庭(再)                        | 7:25 クラシックの庭(再)                        | 7:25 クラシックの庭(再)                        | 7:25 ×（かける）クラシック(再)                                    |
| 8                                                   | 7:25 クラシックの庭(再)                                        | 7:25 クラシックの庭(再)                        | 7:25 クラシックの庭(再)                        | 7:25 クラシックの庭(再)                        | 7:25 ×（かける）クラシック(再)                                    |
| 9                                                   | 7:25 クラシックの庭(再)                                        | 7:25 クラシックの庭(再)                        | 7:25 クラシックの庭(再)                        | 7:25 クラシックの庭(再)                        | 7:25 ×（かける）クラシック(再)                                    |
| 9:15 音楽遊覧飛行                                   | 9:15 音楽遊覧飛行                                              | 9:15 音楽遊覧飛行                              | 9:15 音楽遊覧飛行                              | 9:15 ザ・ソウルミュージックⅡ(再)               |                                                                   |
| 9:55 弾き語りフォーユー                             |                                                                |                                                |                                                | 9:15 ザ・ソウルミュージックⅡ(再)               |                                                                   |
| 10                                                  |                                                                |                                                |                                                | 9:15 ザ・ソウルミュージックⅡ(再)               |                                                                   |
| 10:05 音の風景                                      |                                                                |                                                |                                                |                                                |                                                                   |
| 10:10 みんなのうた                                  |                                                                |                                                |                                                |                                                |                                                                   |
| 10:15 ミュージックライン(再)                        |                                                                |                                                |                                                |                                                |                                                                   |
| 11                                                  | 11:00 邦楽のひととき                                           | 11:00 邦楽のひととき                           | 11:00 邦楽百番                                 | 11:00 FM能楽堂                                 | 11:00 ライブジャポニズム!福之音                                   |
| 11                                                  | 11:25 浪曲十八番                                               | 11:25 民謡をたずねて                           | 11:00 邦楽百番                                 | 11:00 FM能楽堂                                 | 11:25 出会いは!みんようび                                         |
| 11                                                  | 11:50 ローカル枠                                               |                                                |                                                |                                                |                                                                   |
| 12                                                  | 12:00 NHKニュース                                              | 12:00 NHKニュース                              | 12:00 NHKニュース                              | 12:00 NHKニュース                              | 12:00 NHKニュース                                                 |
| 12                                                  | 12:20 ひるのいこい                                             |                                                |                                                |                                                |                                                                   |
| 12                                                  | 12:30 歌謡スクランブル                                         |                                                |                                                |                                                |                                                                   |
| 13                                                  |                                                                |                                                |                                                |                                                |                                                                   |
| 14                                                  | 14:00 クラシックの庭                                           | 14:00 クラシックの庭                           | 14:00 クラシックの庭                           | 14:00 クラシックの庭                           | 14:00 オペラ・ファンタスティカ                                    |
| 15                                                  |                                                                |                                                |                                                |                                                | 14:00 オペラ・ファンタスティカ                                    |
| 15:50 音の風景                                      |                                                                |                                                |                                                |                                                | 14:00 オペラ・ファンタスティカ                                    |
| 15:55 みんなのうた                                  |                                                                |                                                |                                                |                                                | 14:00 オペラ・ファンタスティカ                                    |
| 16                                                  | 16:00 世界の快適音楽セレクション(再)                           | 16:00 名演奏ライブラリー(再)                   | 16:00 ジャズ・トゥナイト(再)                   | 16:00 ウィークエンドサンシャイン(再)           | 14:00 オペラ・ファンタスティカ                                    |
| 17                                                  | 16:00 世界の快適音楽セレクション(再)                           | 16:00 名演奏ライブラリー(再)                   | 16:00 ジャズ・トゥナイト(再)                   | 16:00 ウィークエンドサンシャイン(再)           | 14:00 オペラ・ファンタスティカ                                    |
| 17:40 アナウンサー百年百話(ラジオ第2の時差放送)     | 16:00 世界の快適音楽セレクション(再)                           | 16:00 名演奏ライブラリー(再)                   | 16:00 ジャズ・トゥナイト(再)                   |                                                | 14:00 オペラ・ファンタスティカ                                    |
| 17:55 音の風景                                      | 17:55 音の風景                                                 | 17:55 音の風景                                 | 16:00 ジャズ・トゥナイト(再)                   |                                                | 14:00 オペラ・ファンタスティカ                                    |
| 18                                                  | 18:00 THE ALFEE 終わらない夢                                   | 18:00 大竹しのぶのスピーカーズコーナー（再）   | 18:00 DJ日本史（再）                           | 18:00 ぶいあーる!〜VTuberの音楽Radio〜（再）   | 18:00 岡田惠和 今宵、ロックバーで〜ドラマな人々の音楽談義〜（再） |
| 18                                                  | 18:50 ローカル枠                                               |                                                |                                                |                                                |                                                                   |
| 19                                                  | 19:00 Nらじ                                                    | 19:00 Nらじ                                    | 19:00 Nらじ                                    | 19:00 Nらじ                                    | 19:00 Nらじ                                                       |
| 19                                                  | 19:30 NHKやさしいことばニュース                                |                                                |                                                |                                                |                                                                   |
| 19                                                  | 19:35 ベストオブクラシック                                     |                                                |                                                |                                                |                                                                   |
| 20                                                  |                                                                |                                                |                                                |                                                |                                                                   |
| 21                                                  |                                                                |                                                |                                                |                                                |                                                                   |
| 21:15 朗読の世界                                    |                                                                |                                                |                                                |                                                |                                                                   |
| 21:30 青春アドベンチャー                            |                                                                |                                                |                                                |                                                |                                                                   |
| 21:45 ミュージックライン                            |                                                                |                                                |                                                |                                                |                                                                   |
| 22                                                  |                                                                |                                                |                                                |                                                |                                                                   |
| 22:30 マイ・フェイバリット・アルバム                |                                                                |                                                |                                                |                                                |                                                                   |
| 23                                                  |                                                                |                                                |                                                |                                                |                                                                   |
| 23:20 音の風景                                      |                                                                |                                                |                                                |                                                |                                                                   |
| 23:25 みんなのうた                                  |                                                                |                                                |                                                |                                                |                                                                   |
| 23:30 中学生の基礎英語 レベル1(ラジオ第2の時差放送) |                                                                |                                                |                                                |                                                |                                                                   |
| 23:45 中学生の基礎英語 レベル2(ラジオ第2の時差放送) |                                                                |                                                |                                                |                                                |                                                                   |
| 0                                                   | 0:00 ラジオ英会話(ラジオ第2の時差放送)                         | 0:00 ラジオ英会話(ラジオ第2の時差放送)         | 0:00 ラジオ英会話(ラジオ第2の時差放送)         | 0:00 ラジオ英会話(ラジオ第2の時差放送)         | 0:00 ラジオ英会話(ラジオ第2の時差放送)                            |
| 0                                                   | 0:15 ラジオビジネス英語(ラジオ第2の時差放送)                   |                                                |                                                |                                                |                                                                   |
| 0                                                   | 0:30 ニュースで学ぶ「現代英語」(ラジオ第2の時差放送)           |                                                |                                                |                                                |                                                                   |
| 0                                                   | 0:45 英会話タイムトライアル(ラジオ第2の時差放送)               |                                                |                                                |                                                |                                                                   |
| 0                                                   | 0:55 エンジョイ・シンプル・イングリッシュ(ラジオ第2の時差放送) |                                                |                                                |                                                |                                                                   |
| 1                                                   | 1:00 まいにちハングル講座(ラジオ第2の時差放送)                 | 1:00 まいにちハングル講座(ラジオ第2の時差放送) | 1:00 まいにちハングル講座(ラジオ第2の時差放送) | 1:00 まいにちハングル講座(ラジオ第2の時差放送) | 1:00 まいにちハングル講座(ラジオ第2の時差放送)                    |
| 1                                                   | 1:15 まいにち中国語(ラジオ第2の時差放送)                       |                                                |                                                |                                                |                                                                   |
| 1                                                   | 1:30 弾き語りフォーユー(再)                                    | 1:30 弾き語りフォーユー(再)                    | 1:30 弾き語りフォーユー(再)                    | 1:30 弾き語りフォーユー(再)                    | 1:30 アラビア語講座(ラジオ第2の時差放送)                          |
| 1                                                   | 1:50 名曲スケッチ                                              |                                                |                                                |                                                | 1:30 アラビア語講座(ラジオ第2の時差放送)                          |
| 2                                                   | 2:00 ラジオ深夜便                                              | 2:00 ラジオ深夜便                              | 2:00 ラジオ深夜便                              | 2:00 ラジオ深夜便                              | 2:00 ラジオ深夜便                                                 |
| 3                                                   | 2:00 ラジオ深夜便                                              | 2:00 ラジオ深夜便                              | 2:00 ラジオ深夜便                              | 2:00 ラジオ深夜便                              | 2:00 ラジオ深夜便                                                 |
| 4                                                   | 2:00 ラジオ深夜便                                              | 2:00 ラジオ深夜便                              | 2:00 ラジオ深夜便                              | 2:00 ラジオ深夜便                              | 2:00 ラジオ深夜便                                                 |

### 週末
| 時                         | 土曜日                                                                  | 日曜日                                                                              |
| 5                          | 5:00 音楽の泉(再)                                                       | 5:00 リサイタル・パッシオ(再)                                                       |
| 5                          | 5:00 音楽の泉(再)                                                       | 5:35 音の風景                                                                       |
| 5                          | 5:00 音楽の泉(再)                                                       | 5:40 名曲スケッチ                                                                   |
| 5                          | 5:50 みんなのうた                                                       |                                                                                     |
| 5                          | 5:55 ローカル枠                                                         |                                                                                     |
| 6                          | 6:00 現代の音楽(再)                                                     | 6:00 挾間美帆のジャズ・ヴォヤージュ(再)江﨑文武のBorderless Music Dig!(再)(月1回)   |
| 6                          | 6:50 みんなのうた                                                       |                                                                                     |
| 6                          | 6:55 ローカル枠                                                         |                                                                                     |
| 7                          | 7:00 NHKけさのニュース                                                  | 7:00 NHKけさのニュース                                                              |
| 7                          | 7:20 ウィークエンドサンシャイン                                         | 7:20 ビバ!合唱                                                                      |
| 8                          | 7:20 ウィークエンドサンシャイン                                         | 7:20 ビバ!合唱                                                                      |
| 8:10 現代の音楽            | 7:20 ウィークエンドサンシャイン                                         |                                                                                     |
| 9                          | 9:00 世界の快適音楽セレクション                                         | 9:00 名演奏ライブラリー                                                             |
| 10                         | 9:00 世界の快適音楽セレクション                                         | 9:00 名演奏ライブラリー                                                             |
| 10:55 みんなのうた         |                                                                         |                                                                                     |
| 11                         | 11:00 望海風斗のサウンドイマジン(再)                                    | 11:00 伊集院光の百年ラヂオ                                                          |
| 11                         | 11:50 ローカル枠                                                        |                                                                                     |
| 12                         | 12:00 NHKニュース                                                       | 12:00 NHKニュース                                                                   |
| 12                         | 12:15 名曲スケッチ 12:25 みんなのうた                                   | 12:15 NHKのど自慢                                                                   |
| 12                         | 12:30 歌謡スクランブル                                                  | 12:15 NHKのど自慢                                                                   |
| 13                         | 13:00 FMシネマサウンズ（再）                                            |                                                                                     |
| 13                         | 13:50 音の風景                                                          |                                                                                     |
| 13                         | 13:55 みんなのうた                                                      |                                                                                     |
| 14                         | 14:00 アニソン・アカデミー（毎月第1・2週）セレクション（毎月第3週以降） | 14:00 ×（かける）クラシック                                                         |
| 15                         | 14:00 アニソン・アカデミー（毎月第1・2週）セレクション（毎月第3週以降） | 14:00 ×（かける）クラシック                                                         |
| 15:50 音の風景             | 14:00 アニソン・アカデミー（毎月第1・2週）セレクション（毎月第3週以降） |                                                                                     |
| 15:55 みんなのうた         | 14:00 アニソン・アカデミー（毎月第1・2週）セレクション（毎月第3週以降） |                                                                                     |
| 16                         | 16:00 ラジオマンジャック                                                | 16:00 吹奏楽のひびき                                                                |
| 16                         | 16:00 ラジオマンジャック                                                | 16:50 音の風景                                                                      |
| 16                         | 16:00 ラジオマンジャック                                                | 16:55 みんなのうた                                                                  |
| 17                         | 16:00 ラジオマンジャック                                                | 17:00 MISIA 星空のラジオ - MISIA                                                    |
| 18                         | 18:00 ザ・ソウルミュージックⅡ                                           | 18:00 サカナクション・山口一郎 Night Fishing Radio野村萬斎のラジオで福袋（再） 隔週 |
| 18                         | 18:50 ローカル枠                                                        |                                                                                     |
| 19                         | 19:00 NHKきょうのニュース                                               | 19:00 NHKきょうのニュース                                                           |
| 19                         | 19:25 クラシックの迷宮                                                  | 19:25 ブラボー!オーケストラ                                                         |
| 20                         | 19:25 クラシックの迷宮                                                  | 19:25 ブラボー!オーケストラ                                                         |
| 20:25 リサイタル・パッシオ | 19:25 クラシックの迷宮                                                  |                                                                                     |
| 21                         | 21:00 FMシネマサウンズ - 洞口依子                                       | 21:00 望海風斗のサウンドイマジン                                                    |
| 21                         | 21:00 FMシネマサウンズ - 洞口依子                                       | 21:50 挾間美帆のジャズ・ヴォヤージュ江﨑文武のBorderless Music Dig!（毎月最終週）   |
| 22                         | 22:00 FMシアター                                                        |                                                                                     |
| 22                         | 22:00 FMシアター                                                        | 22:40 古家正亨のPOP★Aウエンツ瑛士×甲斐翔真の妄想ミュージカル研究所（毎月最終週）    |
| 22                         | 22:50 名曲の小箱                                                        |                                                                                     |
| 22                         | 22:55 みんなのうた                                                      |                                                                                     |
| 23                         | 23:00 ジャズ・トゥナイト                                                |                                                                                     |
| 23                         | 23:00 ジャズ・トゥナイト                                                | 23:30 眠れない貴女へ                                                                |
| 0                          | 23:00 ジャズ・トゥナイト                                                |                                                                                     |
| 1                          | 1:00 ポルトガル語入門（第2と時差放送）                                  | 1:00 宗教の時間（第2と時差放送）                                                    |
| 1                          | 1:15 古典講読（第2と時差放送）                                          | 1:30 視覚障害ナビ・ラジオ（第2と時差放送）                                          |
| 2                          | 2:00 ラジオ深夜便                                                       | 2:00 ラジオ深夜便                                                                   |
| 3                          | 2:00 ラジオ深夜便                                                       | 2:00 ラジオ深夜便                                                                   |
| 4                          | 2:00 ラジオ深夜便                                                       | 2:00 ラジオ深夜便                                                                   |

### ミニ番組
- ◆音の風景（ラジオ第1放送、ラジオ第2放送、NHKワールド・ラジオ日本でも放送）
- クラシックミニ番組
  - 名曲スケッチ（火曜 - 金曜 1:50 - 2:00、土曜 12:15 - 12:25、最終土曜 14:50 - 15:00、土曜 21:50 - 22:00、日曜 5:40 - 5:50。ラジオ第2放送でも放送）
  - 名曲の小箱（土曜 22:50 - 22:55。ラジオ第2放送でも放送）

上記2番組はテレビ番組「名曲アルバム」の収録音源を使用しアナウンサーによる曲目紹介を挿入したラジオ番組である。
また、特別番組の前後にフィラーとして15分のクラシック番組「名曲セレクション」が組まれることがある。

### 特別番組
祝日・年末年始・大型連休・8月のお盆の期間中は通常の編成ではなく特別番組を放送することがある。場合によってはそれ以外の日にも特別番組が放送される。主なもののみ掲載。この他にも、単発の特別番組がいくつか存在する。
- NHK交響楽団定期演奏会（7月・8月・3月を除く年9ヶ月x3回ずつの放送）

Aプログラム…月一回、土曜18:00 - 20:15の特別枠※2023年度以降は土曜16:00 - 17:50、録音放送
Bプログラム…月一回、水曜19:00 - 21:10「ベストオブクラシック」枠扱い※2023年度以降は19:30 - 21:10、録音放送
Cプログラム…月一回、金曜19:00 - 21:10「ベストオブクラシック」枠扱い※同上
担当：山田美也子、他に毎回1名のゲストが出演する
2022年度までは、「N響定期演奏会」の放送時はニュース・気象情報・交通情報が入らなかった。なおBプログラム・Cプログラム放送時は19:00（2023年度以降は19:30）からの放送となる。
- 今日は一日○○三昧（不定期・年15回程度、祝日を中心に放送）
- NHK交響楽団第9演奏会（生放送または録音放送、12月下旬）
- バイロイト音楽祭（録音、12月の最終週に連夜放送）
- クロスオーバーイレブン（元レギュラー番組。2009年より夏と新春に5日間の新作を放送）
- 東京JAZZ（生中継・2008年以降、開催日程のうち一日、2008年は『三昧』名義で放送された。年末にはダイジェスト放送もある）
- ◇国政選挙開票速報[注 18]
- 国会中継（ラジオ第1放送が特設ニュース等により放送できない場合に臨時で放送）

### ローカル放送

#### 平日
- 5:55 - 6:00（拠点局からの気象情報など）
- 6:55 - 7:00（拠点局からのニュースなど）
- 7:20 - 7:25（各地の放送局からのニュースなど）但し、祝日は7:15 - 7:20。
- 11:00 - 12:00（横浜・千葉・さいたま）
- 11:50 - 12:00（各地の放送局からのニュースなど）但し、祝日にあたる日とラジオ第1で国会中継がある場合は11:50 - 11:55は「音の風景」を放送した後、11:55からの放送となる。
- 12:15 - 12:20（各地の放送局からのニュースなど）但し、祝日は12:10 - 12:15。
- 18:50 - 19:00（拠点局または各地の放送局からのニュースなど、地域により18:55 - 19:00）
- 祝日の一部ローカル番組は全国（またはブロックローカル）放送をネットするため休止。平日の正午前と18時台の編成については地域情報番組・NHK-FMも参照。

#### 土曜日
- 5:55 - 6:00（拠点局からの気象情報など）
- 6:55 - 7:00（拠点局からのニュースなど）
- 7:15 - 7:20（各地の放送局からのニュースなど）
- ※11:50 - 12:00（地域により11:55 - 12:00、11:55 - の地域とIPサイマルラジオサービス2者（「NHKネットラジオ らじる★らじる」、及び、民放ラジオポータルサイト「radiko」[2][3]）は「みんなのうた」を裏送りネット送出）
- 12:10 - 12:15（各地の放送局からのニュースなど）
- 18:50 - 19:00（拠点局からのニュースなど、地域により18:55 - 19:00）
- 19:20 - 19:25（各地の放送局からのニュースなど）

#### 日曜日
- 5:55 - 6:00（拠点局からの気象情報など）
- 6:55 - 7:00（拠点局からのニュースなど）
- 7:15 - 7:20（各地の放送局からのニュースなど）
- ※11:50 - 12:00（地域により11:55 - 12:00　11:55 - の地域とIPサイマルラジオサービス2者（らじる★らじる及びradiko）は「音の風景」を裏送りネット送出）
- 12:10 - 12:15（各地の放送局からのニュースなど）
- 18:50 - 19:00（拠点局からのニュースなど、地域により18:55 - 19:00）
- 19:20 - 19:25（各地の放送局からのニュースなど）

※毎月1日（1月のみ4日）に緊急警報放送が行われるときは11:50 - 11:59（土日は地域により11:55 - 11:59）と放送時間を1分短縮する。

## 過去の番組
連続ドラマ
- 芸術劇場（1960年4月4日 - 1974年3月）
- ドラマ（1974年4月 - 1978年11月11日）
- ふたりの部屋（1978年11月20日 - 1985年3月29日）
- ラジオ劇場（1978年11月25日 - 1985年3月30日）
- FMアドベンチャー（1984年4月2日 - 1985年3月29日）
- アドベンチャーロード（1985年4月1日 - 1990年3月23日）
- カフェテラスのふたり（1985年4月1日 - 1988年3月18日）
- サウンド夢工房（1990年4月2日 - 1992年3月27日）
- AKB48の"私たちの物語"（2011年4月1日 - 2019年3月23日）

バラエティー・お笑い
- いこいのひととき（1969年4月10日 - 1972年）
- 日曜喫茶室（1977年4月10日 - 2017年3月26日）
- DJショー（1994年4月9日 - 1997年3月29日）
- 上地雄輔のラジ音!（2011年4月8日 - 2013年3月22日）
- ゆうがたパラダイス（2016年4月4日 - 2021年3月18日）
- グッチ裕三の日曜ヒルは話半分（毎月最終日曜。2017年4月30日 - 2023年3月19日）

歌謡曲
- FMリクエストアワー（1959年5月3日 - 1996年3月30日）
- 子供の音楽
- コーラスのひととき
- 夜のいこい
- 夕べのディスク
- 夕べのステレオ（1964年4月6日 - 1965年4月4日）
- ラジオジュークボックス（1961年4月9日 - 1965年）
- 軽音楽アルバム（1962年4月2日 - 1977年4月3日)
- ヒットキットパレード（1963年4月7日 - ）
- ひる休みの音楽（1964年4月6日 - 1971年4月2日）
- 音楽の窓（1964年4月6日 - 1969年4月4日) - ラジオ第2とサイマル放送。
- 軽音楽ホール（1965年4月4日 - 1978年11月17日）
- 音楽のおくりもの（1965年4月5日 - 1978年11月19日）
- 音楽夜話（ラジオ第1から移設。1965年 - 1978年11月11日）
- FMジュークボックス(1966年4月4日 - 1977年4月1日。月曜日 - 金曜日16:00 - 18:00)
- リズムアワー（1966年4月10日 - 1975年4月6日)
- 歌謡アルバム（1966年4月9日 - 1971年4月3日)
- 海外の音楽（1969年4月10日 - 1974年3月25日）
- リクエストコーナー（1969年4月13日 - 1985年3月31日）
- 軽音楽の手帳（1970年4月12日 - 1977年4月3日）
- ミュージックサロン（1970年4月12日 - 1971年4月4日）
- ひるのミュージックコーナー（「ひるの歌謡曲」の前身。1971年4月5日 - 1974年3月29日）
- サウンド・オブ・ポップス（1972年4月3日 - 1985年3月29日）
- きょうの邦楽（1973年4月2日 - 1985年3月29日）
- ひるの歌謡曲（1974年4月1日 - 2006年3月31日）
- サンデーミュージック（1975年4月13日 - 1977年4月3日。湯川れい子）
- 午後のシャンソン（ラジオ第1から移設。1976年4月11日 - 1977年3月27日）
- ヤングジョッキー（1976年4月11日 - 1978年11月19日。渋谷陽一。1977年4月から土曜日も放送。）
- 軽音楽をあなたに（1977年4月4日 - 1985年3月29日）
- にっぽんのメロディー（1977年4月9日 - 1978年11月18日）
- 映画音楽とともに（1977年4月9日 - 1978年11月18日）
- ロックアルバム（1977年4月9日 - 1978年11月18日）
- ポピュラーアラカルト（1977年4月9日 - 1980年4月5日）
- 世界のメロディー(3部構成。1977年4月10日 - 1985年3月31日)
- 歌謡ヒットアルバム（1977年4月10日 - 1978年11月12日）
- 朝のポップス(NHK大阪放送局制作。1978年11月23日 - 1985年3月29日)
- サウンドストリート（1978年11月23日 - 1987年3月20日）
- クロスオーバーイレブン（1978年11月23日 - 2001年3月29日。その後2005年より特番で復活）
- ウィークエンドジャズ（1978年11月25日 - 1980年4月5日）
- ニューヒット歌謡情報（1978年11月25日 - 1980年4月5日）
- たのしいコーラス（1978年11月25日 - 1990年3月31日)
- セッション（1978年11月26日 - 2021年3月27日）
- マイラブリーポップス（1978年11月26日 - 1980年4月5日）
- 夜のスクリーンミュージック（1980年4月12日 - 1983年4月2日）
- ニューサウンズスペシャル（1980年4月13日 - 1990年3月17日）
- ゴールデンジャズフラッシュ（1980年4月13日 - 1985年3月31日）
- 夜の停車駅(1980年4月13日 - 1985年3月16日)
- 歌謡スペシャル（1983年4月12日 - 1991年3月。うつみ宮土理→杉浦圭子）
- 世界の民族音楽（1985年4月1日 - 2000年3月26日)
- FMワイド歌謡曲（1985年4月1日 - 1989年3月16日）
- 午後のサウンド（1985年4月1日 - 1988年4月1日。16:00 - 18:00)
- 公園通り21時（1985年4月1日 - 1987年3月）
21時-24時の各番組をレーベルで放送していたことがあった。[4]
- ワールド・ポップス（1985年4月1日 - 1987年3月20日)
- ゴールデンジャズ&ポップス（1985年4月7日 - 1988年4月3日）
- モーニングサウンド（1987年4月6日 - 1988年4月1日）
- ウィークエンドライブスペシャル（1985年4月6日 - 1990年3月17日）
- ジョイフルポップ（1987年4月6日 - 1990年3月30日）
- ミュージックシティー（1987年4月6日 - 1990年3月30日）
- 世界音楽めぐり（1987年4月10日 - 1990年3月25日）
- FMサウンドクルーザー（1988年4月4日 - 1991年3月29日）
- ポップスアベニュー（1988年4月4日 - 1991年3月)
- ゴールデンジャズ（1988年4月10日 - 1989年4月2日）
- ニューミュージック・ダイアリー（1989年4月3日 - 1990年3月22日）
- ジャズクラブ (1989年4月8日 - 2005年3月26日)
- キッズ・アライブ（不定期放送。1989年 - 1994年12月23日）
- ひるのワイド歌謡曲（1990年4月2日 - 1997年3月28日）
- ミュージックスクエア（1990年4月2日 - 2009年3月27日）
- 歌謡ジャーナル（1990年4月6日 - 2006年4月1日）
- サタデーライブイン（1990年4月7日 - 1992年4月4日）
- ワールドポップスセレクション（1990年4月7日 - 1992年4月4日）
- ポップスステーション（1991年4月1日 - 1996年3月)
- クロスオーバーイレブン ロックン・ナイト（1991年4月5日 - 1992年4月3日）
- ロックン天国（1992年4月10日 - 1997年3月22日）
- ワールドFMセレクション（1992年4月10日 - 1994年4月2日）
- ミュージック・トレンド（1992年4月11日 - 1994年4月1日）
- ミュージックパイロット（1994年4月3日 - 2005年3月22日。中村貴子）
- アコースティックライブ（1995年4月8日 - 1997年3月）
- ポップスグラフィティ（1996年4月1日 - 2002年3月28日）
- サタデーホットリクエスト（1996年4月 - 2010年3月20日）
  - サタデーホットリクエスト・WEST（ - 2008年3月、土曜 16:00 - 18:00。 ） - 近畿地方のみ、
- ポップスアーティスト名鑑（1996年4月5日 - 2002年3月25日）
- ライブビート（最終日曜 22:30 - 23:30。 1997年4月3日 - 2018年4月1日。古閑裕）
- BBCロックライブ（1997年4月4日 - 1999年3月26日。ピーター・バラカン）
- ワールドロックナウ（1997年4月5日 - 2024年3月30日）
- ミュージックエコー（1997年4月6日 - 1998年3月29日）
- アジアポップスウィンド（1998年4月5日 - 2009年3月24日。関谷元子）
- 夜のエスプレッソ（1999年4月5日 - 2002年4月1日）
- ミュージックメモリー（2000年4月2日 - 2009年3月29日）
- ミッドナイト・ポップライブラリー（2001年4月3日 - 2003年3月28日）
- ミュージックプラザ（2002年4月1日 - 2016年3月31日）
- ワンナイト・ライブスタンド（2002年4月28日 - 2005年3月27日）
- ポップスライブラリー（2003年4月1日 - 2005年3月26日）
- サウンドストリート21（2005年3月29日 - 2010年3月21日）
- 私の名盤コレクション（2005年3月29日 - 2007年3月31日）
- サウンド・ミュージアム（2005年4月24日 - 2011年3月27日）
- 歌謡スポットライト（2007年4月2日 - 2009年3月27日）
- ミュージック・リラクゼーション（2007年4月3日 - 2009年2月28日）
- Pop Up Japan（2007年4月9日 - 2010年3月29日）
- トーキング ウィズ 松尾堂（2007年4月29日 - 2023年3月12日）
- インディーズファイル（2007年4月29日 - 2013年3月31日）
- U-18 ユーガタM塾（2008年4月4日 - 2012年3月31日）
- にっぽんのうた 世界の歌（2009年3月30日 - 2012年3月29日）
- きたやまおさむのレクチャー&ミュージック（2009年3月30日 - 2012年3月26日）
- 元春レイディオ・ショー（2009年3月31日 - 2014年3月18日）
- インストルメンタル・ジャーニー（2009年3月31日 - 2011年3月26日）
- 大貫妙子 懐かしい未来（2009年4月28日 - 2012年3月27日）
- 松尾潔のメロウな夜（月曜 23:00 - 23:50[注 19]。2010年3月31日 - 2024年3月25日。松尾潔）
- サウンドクリエイターズ・ファイル （2010年4月4日 - 2023年3月26日）[注 20][注 21]
- 小西康陽　これからの人生（2010年4月8日 - 2013年3月27日）
- とことん○○（2011年3月29日 - 2015年3月28日）
- 石丸幹二のシアターへようこそ（2011年4月1日 - 2013年3月25日）
- 洋楽80’sファン倶楽部（日曜 16:00 - 17:00。2012年4月8日 - 2015年3月29日。シャーリー富岡）
- ミューズノート（2012年4月8日 - 2024年3月28日）
- くるり電波（2012年4月24日 - 2019年3月1日[注 22] 。くるり）
- 星野源のラディカルアワー（2013年4月5日 - 同年6月28日）
- ソング・アプローチ（2013年4月7日 - 2017年4月2日）
- MINMIのレディオMAMA（2013年4月29日 - 2014年8月25日）
- ヒャダインの"ガルポプ!"（2013年10月4日 - 2019年3月30日）
- MISIA アフリカの風（2014年04月1日 - 2015年3月24日）
- 健太×近田のロック巌流島（最終月曜 23:00 - 翌0:00。2014年10月27日 - 2015年3月23日。出演：萩原健太、近田春夫）
- 宮藤官九郎の"俺のmyミュージック"（2013年7月12日 - 同年9月20日）
- 夜のプレイリスト（2015年3月31日 - 2024年3月16日）
- 洋楽グロリアス デイズ（日曜 16:00 - 17:00。2015年4月5日 - 2024年3月31日。片寄明人(2016年 - 2023年度)、シャーリー富岡（2015年度））
- Masayuki Suzuki Radio Show GOOD VIBRATION（2015年4月27日 - 2019年3月15日 [注 23]。鈴木雅之）
- 音楽ガハハ（2016年4月27日 - 2019年3月8日[注 24]  。マキタスポーツ、レキシ、やついいちろう）
- 渡辺祐のリビング・ラジオ（隔週日曜 18:00 - 18:50。2017年4月16日 - 2018年4月1日）
- 久保田利伸 ファンキーフライデー（2017年4月28日 - 2019年3月22日 [注 25]。久保田利伸）
- ヤバイラジオ屋さん[注 26]（2018年8月18日 - 2024年3月29日。ヤバイTシャツ屋さん）
- 岸谷香 Unlock the heart（金曜 23:00 - 23:50[注 27]。2019年4月5日 - 2023年3月31日。岸谷香）
- ディスカバー・マイケル（2019年4月7日 - 2020年3月29日）
- GReeeeN HIDEのミドリの2重スリット（火曜 23:00 - 23:50[注 28]。2021年03月30日 - 2024年3月26日。HIDE（GReeeeN））
- ディスカバー・ビートルズ（2020年4月5日 - 2021年3月28日、2023年4月9日 - 2024年3月31日）
- ディスカバー・クイーン（2021年4月4日 - 2022年4月3日）
- 夕べのひととき
- エイジアン・ミュージック・ニュー・ヴァイブズ（最終火曜 22:30 - 23:20。2024年10月29日 - 2025年3月25日。森崎ウィン、大石始）
- 石若駿 即興と対話（最終水曜 22:30 - 23:20。2024年10月30日 - 2025年3月26日。石若駿）
- アニソンプレミアムRADIO
- 洋楽シーカーズ（2024年4月6日 - 2025年3月29日）[5]
- アニメ・ステラー
- twilight Club DJ MIX（2023年4月30日 - 2025年3月30日[注 29]。TAKU INOUE、kz（livetune）)

クラシック
- 名曲キャビネット（1954年11月7日 - ) - ラジオ第1から移設。
- 昼のステレオ
- 午後のステレオ - 東京のみステレオ制作
- 午後のレコードコンサート - 地方局のみモノラル制作
- 室内楽のききどころ
- NHKシンフォニーホール（ - 1984年3月30日)  - ラジオ第1から移設。
- ステレオホームコンサート（1960年4月5日 - 1977年4月2日)
- ステレオコンサート（1964年4月6日 - 1974年3月31日)  - 「FMコンサート」の前身
- 名演奏家の時間（ラジオ第2から移設。1965年 - 1984年3月31日)
- 大作曲家の時間（ラジオ第2から移設。1965年 - 1984年3月31日)
- バロック音楽の楽しみ（「バロックの森」の前身、1963年4月1日 - 1985年3月29日）
- 家庭音楽鑑賞(1963年4月1日 - 1977年4月1日)
- LPサロン（1963年 - ）
- 名曲とともに（1963年12月 - ）
- 立体音楽堂(1963年12月22日 - 1966年4月2日)
- バッハ連続演奏（1963年4月7日 - 1973年4月1日)
- 夕べのリサイタル（1964年4月4日 - 1970年4月3日）
- 音楽クラブ（ラジオ第2から移設。1964年 - 1968年3月30日）
- 朝のしらべ（1965年4月11日 - 1978年11月18日）
- オペラアワー（ラジオ第2から移設。1965年 - 1997年3月16日）
- 朝のコーラス（1966年4月10日 - 1973年4月1日)
- 朝のリズム（1967年4月3日 - 1978年11月22日)
- 午後の間奏曲（1969年3月3日 - 1970年4月3日）
- 夜のしらべ(1971年4月5日 - 1978年11月22日) - 大阪局
- 名曲のたのしみ（1971年4月11日 - 2012年12月30日）
- 朝の名曲（ラジオ第1から移設。1972年4月 - 1982年4月3日）
- オルガンとコーラス(1973年4月8日 - 1977年4月3日)
- 青少年コンサート（1973年4月8日 - 1985年3月30日）
- NHKホールアワー（月1回、1973年7月8日 - 1978年10月29日）
- FMコンサート（1974年4月1日 - 1978年11月17日、「FMクラシックアワー」の前身）
- 朝のハーモニー（1977年4月3日 - 1985年3月31日）
- 音楽の部屋(1977年4月4日 - 1982年4月2日)
- 音楽のすべて（1977年4月4日 - 1985年3月29日)
- 午後のリサイタル（1977年4月4日  - 1985年3月29日）
- おはようコーラス (1977年4月10日 - 1978年11月19日)
- FMクラシックアワー（1978年11月23日 - 1985年3月29日、「クラシックコンサート」の前身）
- ブラスのひびき（1978年11月26日 - 2002年3月24日）
- 名曲サロン（1982年4月5日 - 1985年3月29日）
- 音楽家ポートレート（1984年4月7日 - 1988年4月3日）
- FM音楽手帳（1984年4月8日 - 1991年）
- ミュージックダイアリー（1985年4月1日 - 1985年10月6日)
- マイクラシック（1985年4月1日 - 1991年3月29日)
- 朝のミュージックライフ（1985年4月1日 - 1987年4月3日）
- クラシックギャラリー（1985年4月1日 - 1986年4月4日）
- クラシックコンサート（1985年4月1日 - 1991年3月、「ベストオブクラシック」の前身）
- 海外クラシックコンサート（1985年4月6日 - 2007年4月1日）
- FMシンフォニー・コンサート（1985年4月6日 - 2007年4月1日、2009年4月5日 - 2012年4月1日）
- N響アワー（1985年4月7日 - 1991年3月）
- サンデーリクエストアワー（1985年4月7日 - 1989年4月2日）
- ミュージックカレンダー（1985年10月7日 - 1987年4月5日）
- 名曲ギャラリー（1986年4月7日 - 1992年4月3日)
- あさの音楽散歩（1987年4月6日 - 1989年4月1日）
- ミュージックライフ（1987年4月6日 - 1989年3月31日）
- 夜の間奏曲（1988年4月4日 - 1991年）
- 名演奏家を聴く（1988年4月10日 - 1992年4月5日）
- あさのバロック（1989年4月3日 - 2004年3月28日）
- 音楽図書館（1989年4月3日 - 1991年3月29日)
- サンデークラシックリクエスト（1989年4月9日 - 1990年4月1日）
- サタデークラシックリクエスト（1990年4月7日 - 1991年）
- 日曜クラシックスペシャル（1990年4月8日 - 2007年3月4日）
- クラシックリクエスト（1991年4月8日 - 2004年3月21日）
- 土曜リサイタル (1991年4月6日 - 1996年3月30日)
- 音楽ジャーナル(1991年4月7日 - 1994年4月3日)
- 聴きたくてクラシック パートⅠ（1992年4月6日 - 1993年4月2日）
- 聴きたくてクラシック パートⅡ（1992年4月6日 - 1993年4月2日）
- トスカニーニライブラリー（1992年4月12日 - 1993年4月4日)
- 名曲プロムナード（1993年4月5日 - 1996年3月29日）
- クラシック・コレクション（1993年4月5日 - 1996年3月29日)
- 20世紀の名演奏（1993年4月11日 - 2010年3月28日）
- クラシック・ファンタジー（1994年4月9日 - 1995年3月18日）
- 芸術ジャーナル（1994年4月11日 - 2022年3月31日）
- クラシックものがたり（1995年4月8日 - 1996年3月30日）
- FMリサイタル（1996年4月1日 - 2000年3月24日）
- クラシック・ポートレート（1996年4月1日 - 1997年3月31日）
- クラシックサロン（1996年4月1日 - 1999年3月31日)
- クラシック新譜情報（1996年4月5日 - 1998年3月27日）
- 世界のコーラス（1996年4月6日 - 2002年3月31日）
- 恋する音楽小説（1996年4月6日 - 2001年3月31日）
- ミュージックポプリ（1999年4月1日 - 2000年3月24日）
- 名曲リサイタル（2000年3月31日 - 2012年3月17日）
- クラシックセレクション（2000年3月27日 - 2002年3月28日）
- FMサンデースペシャル（2001年4月29日 - 2002年3月31日）
- 気ままにクラシック（2002年4月5日 - 2012年3月30日）
- ヨーロッパ・クラシック・ライブ（2003年8月17日 - 2006年3月26日）
- バロックの森（2004年3月29日 - 2011年3月27日）
- クラシックだい好き（2004年4月4日 - 2005年3月20日）
- サンデークラシックワイド（2007年4月8日 - 2012年4月1日）
- クラシックカフェ（2008年3月31日 - 2024年3月28日）
- オーケストラの夕べ（2008年4月6日 - 2009年3月22日）
- 千住真理子のクラシックでお茶を（2011年4月2日 - 2012年4月02日）
- ガットのしらべ（2011年4月16日 - 2016年2月6日）
- 熊川哲也のバレエ音楽スタジオ（2011年4月29日 - 2012年3月30日）
- 千住真理子のクラシックでお茶を（2011年4月2日 - 2012年3月24日）
- DJクラシック（2012年4月7日 - 2018年3月30日）
- きらクラ!（2012年4月8日 - 2020年3月29日）[注 30]
- N響 ザ・レジェンド（2015年4月4日 - 2021年3月27日）
- マエストロ慶太楼の長電話（2024年11月1日 - 2025年3月28日。最終金曜 22:30 - 23:20。原田慶太楼）

民謡
- 日本の民謡（1966年4月10日 - 2017年4月2日）
- 現代の日本音楽（ラジオ第2から移設。1967年4月 - 1972年）
- ひるの民謡（1972年4月8日 - 1984年3月31日）
- 日本民謡大観（1995年4月9日 - 2000年3月26日）
- 吉木りさのタミウタ (2017年4月9日 - 2022年4月3日)
- 駒井蓮のニポミン!（2022年4月10日 - 2024年3月22日）

伝統芸能
- ステレオ邦楽鑑賞（1965年4月9日 - 1972年）
- 現代の日本音楽（ラジオ第2から移設。1967年 - 1972年）
- 日本音楽みちしるべ（ラジオ第2から移設。1969年 - 1972年）
- きょうの邦楽（1973年4月2日 - 1985年3月29日）
- お好み邦楽選（1978年11月 - 1985年3月30日）
- 能楽鑑賞（1973年4月8日 - 2017年4月2日）
- 邦楽ジョッキー（1985年4月5日 - 2018年3月30日）→KABUKI TUNE（2018年4月6日 - 2025年3月28日） - 2018年4月6日から番組名を「KABUKI TUNE」に改題。

教養
- FM講演会（1965年4月10日 - 1966年4月3日）
- 芸能展望（1966年4月10日 - 1968年）
- 文化講演会（1966年4月10日 - 1972年）
- 文化講座（1967年4月3日 - 1972年3月31日）
- 教養特集（1969年3月7日 - 1970年4月3日）
- ことばの教室（1965年4月10日 - 1972年）
- わたしの古典（1968年4月3日 - 1970年4月1日）
- 芸術展望（1968年4月7日 - 1982年） - ラジオ第2へ移設。
- 科学者 その人とことば（1968年4月1日 - 1969年3月31日）
- 芸能百話（1970年4月28日 - 1972年）

自然
- 朝の小鳥（1965年4月11日 - 1981年10月4日）
- 自然とともに（1972年4月 - 1984年）

科学情報
- 科学談話室（1968年4月4日 - 1972年）

幼児・こども
若者
- FMホットライン（1983年4月10日 - 1993年4月3日）
- 君の思いを受け止めた!〜青春リアル・スピンオフ〜（2011年4月3日 - 2012年3月11日）

学校放送・高校講座
趣味
- 画のないアニメ館（2017年4月29日 - 2018年3月31日）

生活情報
- くらしの話題（1962年10月15日 - 1976年4月2日）
- 土曜日レディ～Lady Saturday Go（2010年4月3日 - 2013年3月30日）

語学
- イングリッシュアワー（1964年4月6日 - 1971年4月1日） - 1972年にラジオ第2で再開。
- レッツ・シング・ア・ソング（1988年4月4日 - 1989年3月31日）

広報
- FM放送・このあとの番組から → FM番組トピックス[注 31]
- らじるの男（2018年4月2日 - 2019年3月29日）

その他
- タモリのジャズ特選（1983年1月1日 - 1984年8月31日） - 不定期放送。
- ボイスパラダイス[注 32]（2005年5月1日 - 2008年1月4日）
- ホリデーミュージックウェーブ[注 33]